# Фаділ Вокррі
Фаділ Авдуллах Вокррі (алб. Fadilj Avdulah Vokri; нар. 23 липня 1960, Подуєво, СР Сербія, СФР Югославія — пом. 9 червня 2018, Приштина, Косово) — югославський футболіст та косоварський футбольний функціонер.
Ймовірно, один з найвидатніших косовських футболістів, очолював Футбольну федерацію Косова з 16 лютого 2008 року й до смерті 9 червня 2018 року.

## Ранні роки
Народився в Подуєво, СФР Югославія. Завдяки швидкості та потужному удару порівнювався з Дієго Марадоною (закріпив свою славу володаря потужного удару в «Приштині»). У середині 1980-их зіграв декілька матчів за колишню Югославію, але не вдалося стати одним з основним гравцем національної команди, незважаючи на те, що залишався одним з найбільших молодих талантів Югославії. Виступав у зірковому складі, разом з Агімом Цоною, Едмонд Ругова та Фаділ Мурікі, а також інші косовські гравці, які були частиною «Золотого покоління» 1980-их років. «Приштина» Вокррі в поєдинку проти «Црвени Звезди» на Маракані здобули першу виїзну перемогу косовської команди на виїзді.

## Клубна кар'єра
Фаділ Вокррі, який відзначився 121 голом у 363-ох матчах на клубному рівні матчі, розпочав футбольний шлях у 16-річному віці в «Ллапі». У 1980 році переїхав до «Приштини», де виступав до 1986 року. За провідну команду Косова відзначився 55-ма голами в 172-ох матчах. Після цього провів успішний період в белградському «Партизані», у футболці якого відзначився 18-ма голами в 55-ти матчах. Залишався провідним гравцем в обох вище вказаних клубах, які вигравали Першу лігу Югославії 1986/87 років та Кубок Югославії 1988/89 років відповідно, зокрема відзначився голом у фінальному матчі, коли «Партизан» переміг (6:1) «Вележ» (Мостар).
У період між завоюваннями вище вказаних трофеїв гранд італійського футболу «Ювентус» намагався підписати Фаділа. Однак, оскільки гравець не пройшов обов'язкову на той час дворічну військову службу, тому не зміг поїхати за кордон і йому довелося відхилити пропозицію. Зрештою, виконав вимоги щодо військової служби, граючи за «Партизан», виконуючи легкі завдання протягом тижня під час тренувань та у період між матчами.
Також виступав за «Нім», «Фенербахче», де грав під керівництвом успішного тренера Гуса Гіддінка. Вокррі був улюбленцем уболівальників «Фенербахче», але не відзначився результативністю біля воріт команд-суперниць, як у «Приштині» та «Партизані», в першу чергу через немолодий вік.

## Після завершення кар'єри
Після закінчення війни в Косово Вокррі повернувся на батьківщину і став спортивним директором «Приштини». 16 лютого 2008 року обраний президентом Федерації футболу Косово на 4-річний період..

## Особисте життя
У Фаділа та його дружини Едіти було двоє синів, Грамозі та Альберт, і дочка на ім'я Албана. Закінчив факультет менеджменту та бізнесу. Окрім рідної албанської, також вільно володів французькою, сербохорватською та турецькою мовами. 17 травня 2018 року отримав албанський паспорт.

### Смерть
9 червня 2018 року під час тренування у Фаділа зупинилося серце й помер по дорозі до лікарні швидкої допомоги. Того ж дня міський стадіон в Приштині на його честь перейменували у стадіон імені Фаділя Вокрі.
10 червня 2018 року проведено державні похорони Фаділа Вокррі на міському кладовищі Приштини. Президент Косова Хашим Тачі призначив 10 червня національним днем жалоби, при цьому всі прапори приспустили наполовину щогли по всьому Косово та в посольствах по всьому світу.

## Статистика виступів

### Клубна
Станом на 1 липня 1995
| Клуб              | Сезон             | Ліга                     | Ліга  | Ліга | Кубок | Кубок | Європа | Європа | Загалом | Загалом |
| Клуб              | Сезон             | Дмвізіон                 | Матчі | Голи | Матчі | Голи  | Матчі  | Голи   | Матчі   | Голи    |
| ----------------- | ----------------- | ------------------------ | ----- | ---- | ----- | ----- | ------ | ------ | ------- | ------- |
| «Приштина»        | 1980–81           | Друга ліга Югославії     | 25    | 5    | 0     | 0     | —      | —      | 25      | 5       |
| «Приштина»        | 1981–82           | Друга ліга Югославії     | 27    | 13   | 0     | 0     | —      | —      | 27      | 13      |
| «Приштина»        | 1982–83           | Друга ліга Югославії     | 32    | 15   | 0     | 0     | —      | —      | 32      | 15      |
| «Приштина»        | 1983–84           | Перша ліга Югославії     | 31    | 9    | 0     | 0     | —      | —      | 31      | 9       |
| «Приштина»        | 1984–85           | Перша ліга Югославії     | 30    | 8    | 0     | 0     | —      | —      | 30      | 8       |
| «Приштина»        | 1985–86           | Перша ліга Югославії     | 27    | 5    | 0     | 0     | —      | —      | 27      | 5       |
| «Приштина»        | Загалом           | Загалом                  | 172   | 55   | 0     | 0     | —      | —      | 172     | 55      |
| «Партизан»        | 1986–87           | Перша ліга Югославії     | 28    | 5    | 0     | 0     | 2      | 0      | 30      | 5       |
| «Партизан»        | 1987–88           | Перша ліга Югославії     | 11    | 6    | 0     | 0     | 2      | 1      | 13      | 7       |
| «Партизан»        | 1988–89           | Перша ліга Югославії     | 16    | 7    | 1     | 1     | 4      | 2      | 20      | 9       |
| «Партизан»        | Загалом           | Загалом                  | 55    | 18   | 1     | 1     | 8      | 3      | 56      | 19      |
| «Нім»             | 1989–90           | Дивізіон 2 Франції       | 24    | 13   | 0     | 0     | —      | —      | 24      | 13      |
| «Нім»             | Загалом           | Загалом                  | 24    | 13   | 0     | 0     | —      | —      | 24      | 13      |
| «Фенербахче»      | 1990–91           | Перша ліга Туреччини     | 21    | 6    | 2     | 1     | 4      | 2      | 27      | 9       |
| «Фенербахче»      | 1991–92           | Перша ліга Туреччини     | 22    | 7    | 1     | 0     | 0      | 0      | 23      | 7       |
| «Фенербахче»      | Загалом           | Загалом                  | 43    | 13   | 3     | 1     | 4      | 2      | 50      | 16      |
| «Бурж 18»         | 1992–93           | Дивізіон 2 Франції       | 30    | 10   | 0     | 0     | —      | —      | 30      | 10      |
| «Бурж 18»         | Загалом           | Загалом                  | 30    | 10   | 0     | 0     | —      | —      | 30      | 10      |
| «Монлюсон»        | 1993–94           | Національний чемпіонат 2 | 26    | 11   | 0     | 0     | —      | —      | 23      | 11      |
| «Монлюсон»        | 1994–95           | Національний чемпіонат 2 | 13    | 1    | 0     | 0     | —      | —      | 13      | 1       |
| «Монлюсон»        | Загалом           | Загалом                  | 39    | 12   | 0     | 0     | —      | —      | 39      | 12      |
| Усього за кар'єру | Усього за кар'єру | Усього за кар'єру        | 363   | 121  | 4     | 2     | 12     | 5      | 379     | 128     |

1. ↑  Кубкові матчі відсутні
2. ↑  Включаючи континентальні змагання, такі як Кубоку УЄФА

### У збірній

#### По роках
Станом на 11 листопада 1987
| Національна збірна | Рік     | Матчі | Голи |
| ------------------ | ------- | ----- | ---- |
| Югославія          |         |       |      |
| 1984               | 3       | 2     |      |
| 1985               | 6       | 2     |      |
| 1986               | 0       | 0     |      |
| 1987               | 3       | 2     |      |
| Загалом            | Загалом | 12    | 6    |

#### По матчах
| Дата       | Місто      | Господарі      | Результат | Гості             | Турнір            | Голи | Примітки |
| ---------- | ---------- | -------------- | --------- | ----------------- | ----------------- | ---- | -------- |
| 12-9-1984  | Глазго     | Шотландія      | 6 – 1     | Югославія         | тов               | 1    | 46'      |
| 29-9-1984  | Белград    | Югославія      | 0 – 0     | Болгарія          | Відбір до ЧС 1986 | -    | 71'      |
| 20-10-1984 | Лейпциг    | НДР            | 2 – 3     | Югославія         | Відбір до ЧС 1986 | 1    | 88'      |
| 20-1-1985  | Кочі       | Іран           | 1 – 3     | Югославія         | Кубок Неру        | -    | 46'      |
| 25-1-1985  | Кочі       | СРСР           | 1 – 2     | Югославія         | Кубок Неру        | -    | 46'      |
| 1-2-1985   | Кочі       | Південна Корея | 1 – 3     | Югославія         | Кубок Неру        | 1    | 75'      |
| 4-2-1985   | Кочі       | СРСР           | 2 – 1     | Югославія         | Кубок Неру        | -    |          |
| 1-5-1985   | Люксембург | Люксембург     | 0 – 1     | Югославія         | Відбір ЧС         | 1    |          |
| 1-6-1985   | Софія      | Болгарія       | 2 – 1     | Югославія         | Відбір до ЧС 1986 | -    |          |
| 29-8-1987  | Белград    | Югославія      | 0 – 1     | СРСР              | тов               | -    | 54'      |
| 14-10-1987 | Сараєво    | Югославія      | 3 – 0     | Північна Ірландія | Відбір до ЧЄ 1988 | 2    | 76'      |
| 11-11-1987 | Белград    | Югославія      | 1 – 4     | Англія            | Відбір до ЧЄ 1988 | -    |          |
| Усього     |            | Матчів         | 12        |                   | Голів             | 6    |          |

#### Забиті м'ячі
Рахунок та результат збірної Югославії в таблиці подано на першому місці.
| № | Дата            | Місце                                         | Суперник          | Рахунок | Результат | Змагання                           |
| - | --------------- | --------------------------------------------- | ----------------- | ------- | --------- | ---------------------------------- |
| 1 | 12 вересня 1984 | Гемпден-Парк, Глазго, Шотландія               | Шотландія         | 0–1     | 6–1       | Товариський матч                   |
| 2 | 20 жовтня 1984  | Центральштадіон, Лейпциг, НДР                 | НДР               | 2–2     | 2–3       | кваліфікація чемпіонату світу 1986 |
| 3 | 1 лютого 1985   | Коледж Махараджі, Кочі, Індія                 | Південна Корея    | 0–1     | 1–3       | Кубок Неру 1985                    |
| 4 | 1 травня 1985   | Муніципальний стадіон, Люксембург, Люксембург | Люксембург        | 0–1     | 0–1       | кваліфікація чемпіонату світу 1986 |
| 5 | 14 жовтня 1987  | Грбавиця, Сараєво, СФР Югославія              | Північна Ірландія | 1–0     | 3–0       | кваліфікація Євро 1998             |
| 6 | 14 жовтня 1987  | Грбавиця, Сараєво, СФР Югославія              | Північна Ірландія | 2–0     | 3–0       | кваліфікація Євро 1998             |

## Досягнення
«Партизан»
- Перша ліга Югославії
  -  Чемпіон (1): 1986/87

- Кубок Югославії
  -  Володар (1): 1988/89